# Oudnederfrankisch
Met het Oudnederfrankisch wordt verwezen naar de Nederfrankische dialecten die vanaf de vijfde tot en met de elfde eeuw in een groot deel van Nederland en België, westelijk deel van Noord-Frankrijk en in het huidige Duitsland in het Rijnland en Westfalen werd gesproken. Dit Germaanse dialect bestond uit twee hoofddialecten: het Oud-Oostnederfrankisch en het Oud-Westnederfrankisch. 
In grote lijnen komt dit overeen met wat er in de historische taalkunde onder Oudnederlands wordt verstaan. Met deze laatste term wordt vooral benadrukt dat het om een oudere fase van het huidige Nederlands gaat. Het Oudnederlands was in hoge mate gebaseerd op het Oud-oost- en Oud-westnederfrankisch, waarmee "Oudnederfrankisch" dus in feite een iets bredere term is die onder meer het Oudnederlands omvat.
Het oudst overgeleverde Oudnederfrankisch wordt gevonden in de Lex Salica. In 1996 is echter in een akker in Bergakker (Betuwe) een zwaardschede gevonden waarop nog ouder Oudnederfrankisch is vermeld: Runeninscriptie van Bergakker. Het hierop overgeleverde Oudnederlands, geschreven in het runenschrift, is echter beperkt en kan maar gedeeltelijk, met voldoende zekerheid, worden vertaald c.q. gelezen.

## Taalgebied

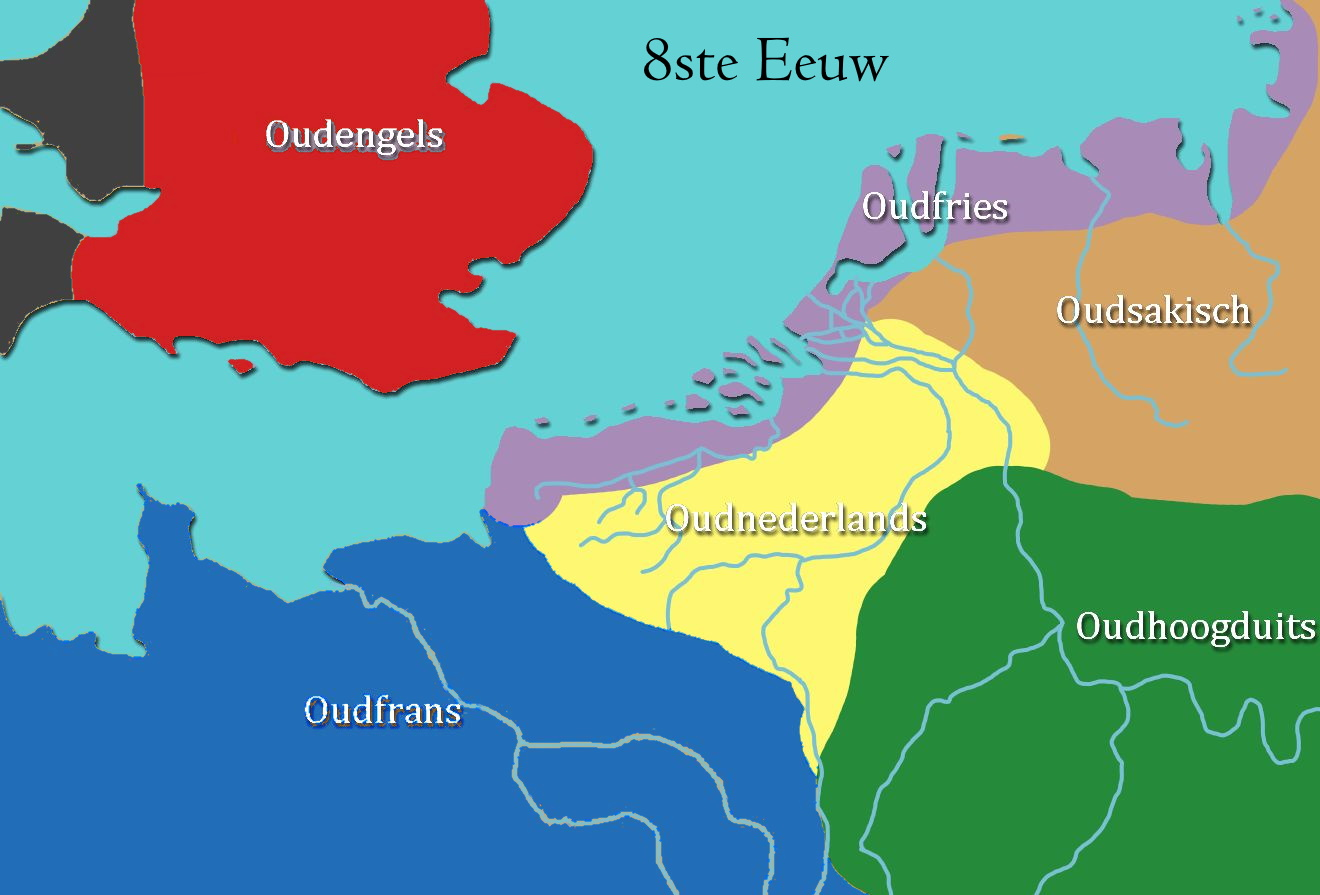
Oudnederlands taalgebied volgens de filoloog Peter-Alexander Kerkhof, 2020 (bij benadering; in feite waren er geen scherpe grenzen tussen Germaanse dialectgroepen)

Het gebied waarin het Oudnederfrankisch werd gesproken komt niet helemaal overeen met het huidige Nederlandse taalgebied. 
In de huidige provincies Groningen en Friesland en langs de kust van Holland werd Fries gesproken, of althans ingvaeoonse dialecten. In het oosten (Achterhoek, Overijssel, Drenthe) werd Saksisch (Oudnederduits) gesproken.
In het zuiden en zuidoosten was het toenmalige taalgebied groter dan nu. Frans-Vlaanderen, de Maas- en Sambervallei en het Nederrijnse gebied tussen Limburg en Westfalen (Kleef, Berg en Gulik) hoorden toen bij het Oudnederlandse taalgebied.

## Gebruik van de term
Willy Sanders pleit ervoor om de term Oudnederfrankisch volledig te vervangen door Oudnederlands.